# Halen (Niederrhein)
Das etwa 1596 durch Rheinüberflutungen untergegangene Dorf Halen lag am linken Rheinufer auf dem Gebiet des heutigen Duisburger Stadtteils Baerl. Bereits im Jahr 900 als Halon bekundet, hatte es über Jahrhunderte mit Rheinlaufverlagerungen und Überschwemmungen zu kämpfen. Die Stelle der im Jahr 1595 vom Hochwasser unterspülten und dann im Rhein versunkenen Halener Dorfkirche befindet sich heute unmittelbar südlich der hier über den Rhein führenden Autobahnbrücke der BAB 42. An das untergegangene Dorf erinnern nur noch der „Niederhalener Dorfweg“ in Baerl und die „Halener Straße“ im Duisburger Stadtteil Alt-Homberg.

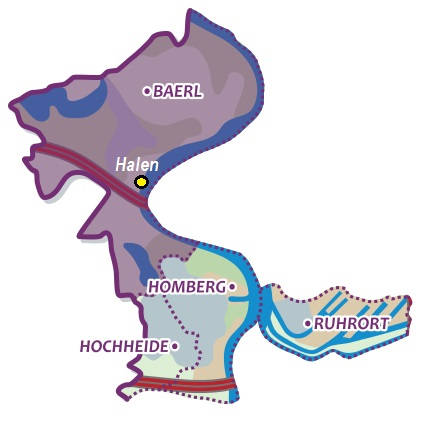
Lage des versunkenen Dorfes Halen am Rhein bei Duisburg-Baerl

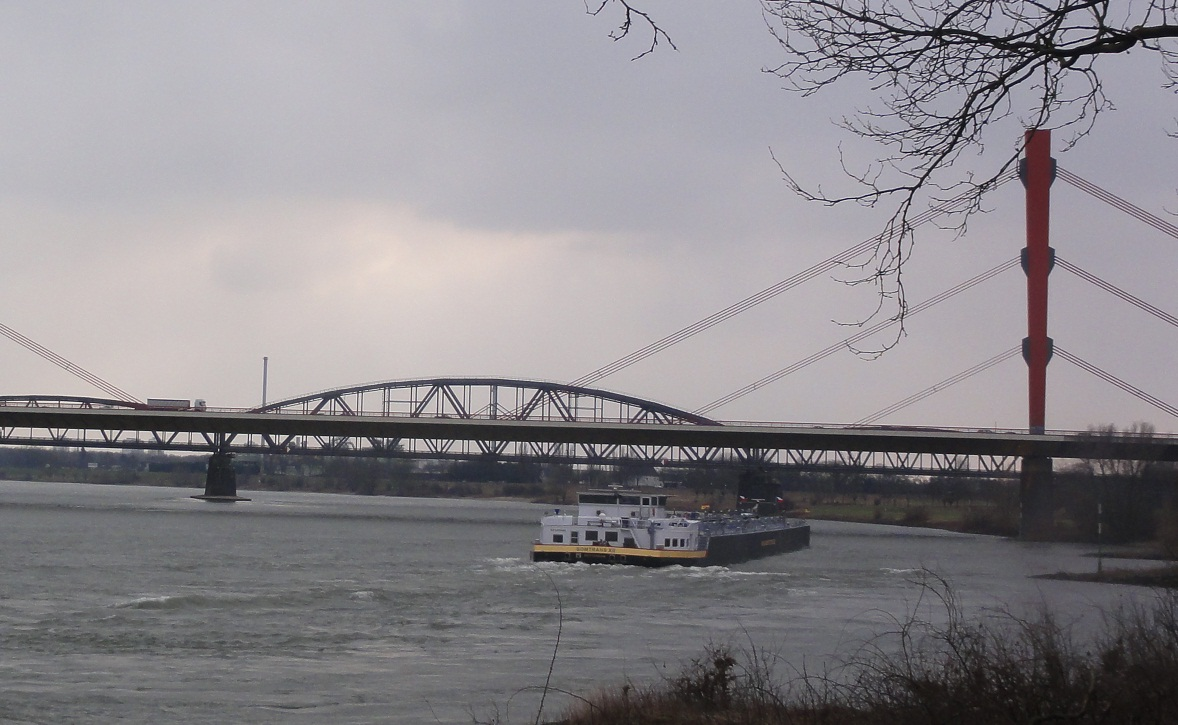
Brücke der A42 über dem bis 1596 versunkenen Dorf

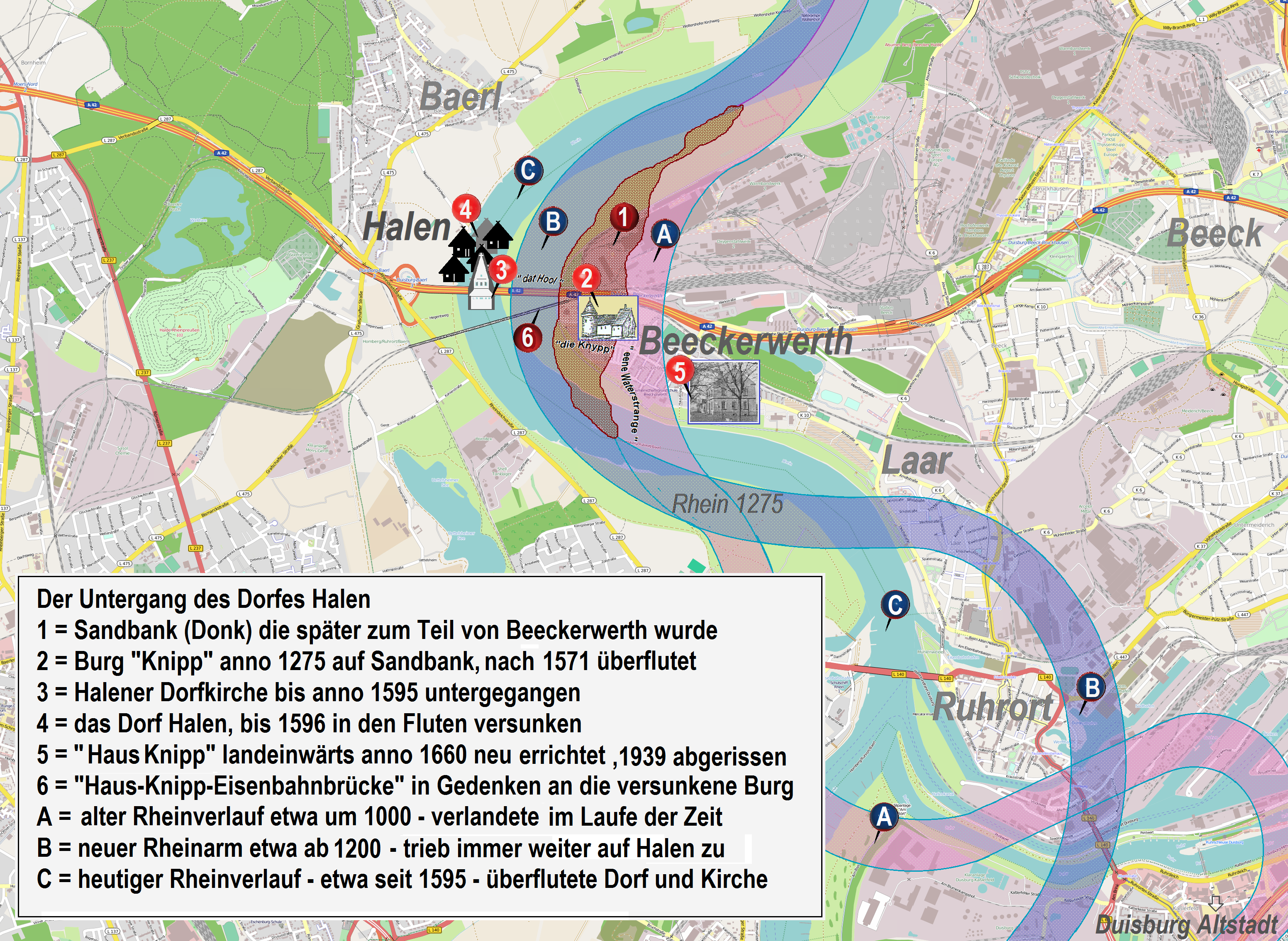
Halen – der Untergang des Dorfes: Rheinverlagerung 1275 mit Abtrennung der Burg Knipp. Erneute Rheinverlagerung 1595 mit Untergang von Kirche und Dorf

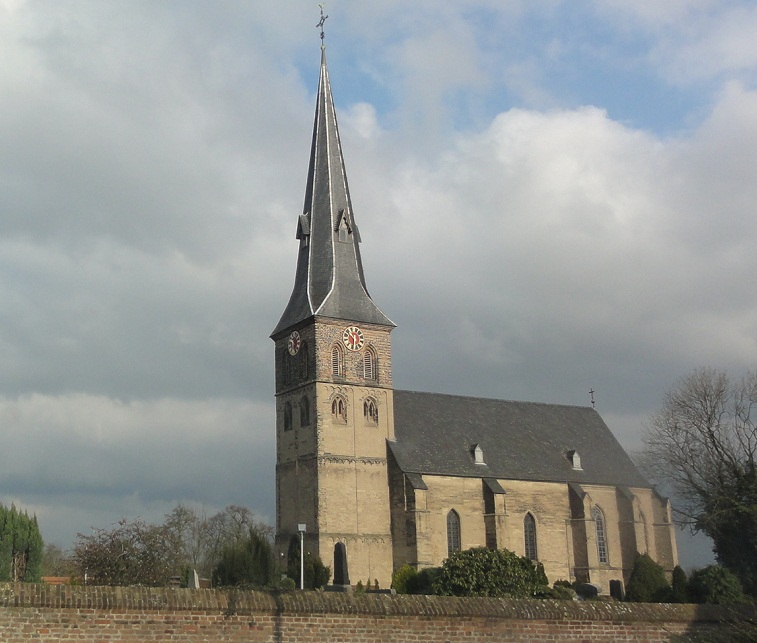
Halen – Nachbarkirche in Baerl als Anschauungsbeispiel

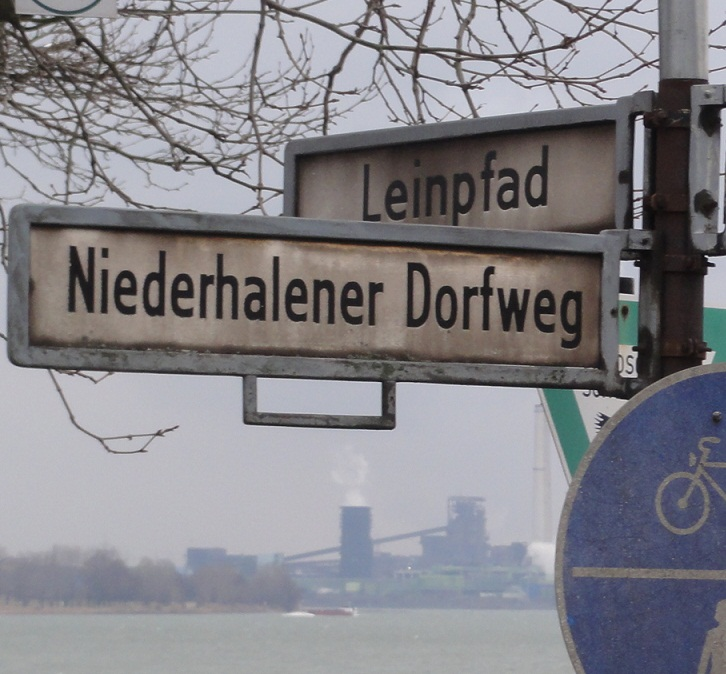
Halen – Dorfweg, der zum Ufer führt und unmittelbar am Wasser endet

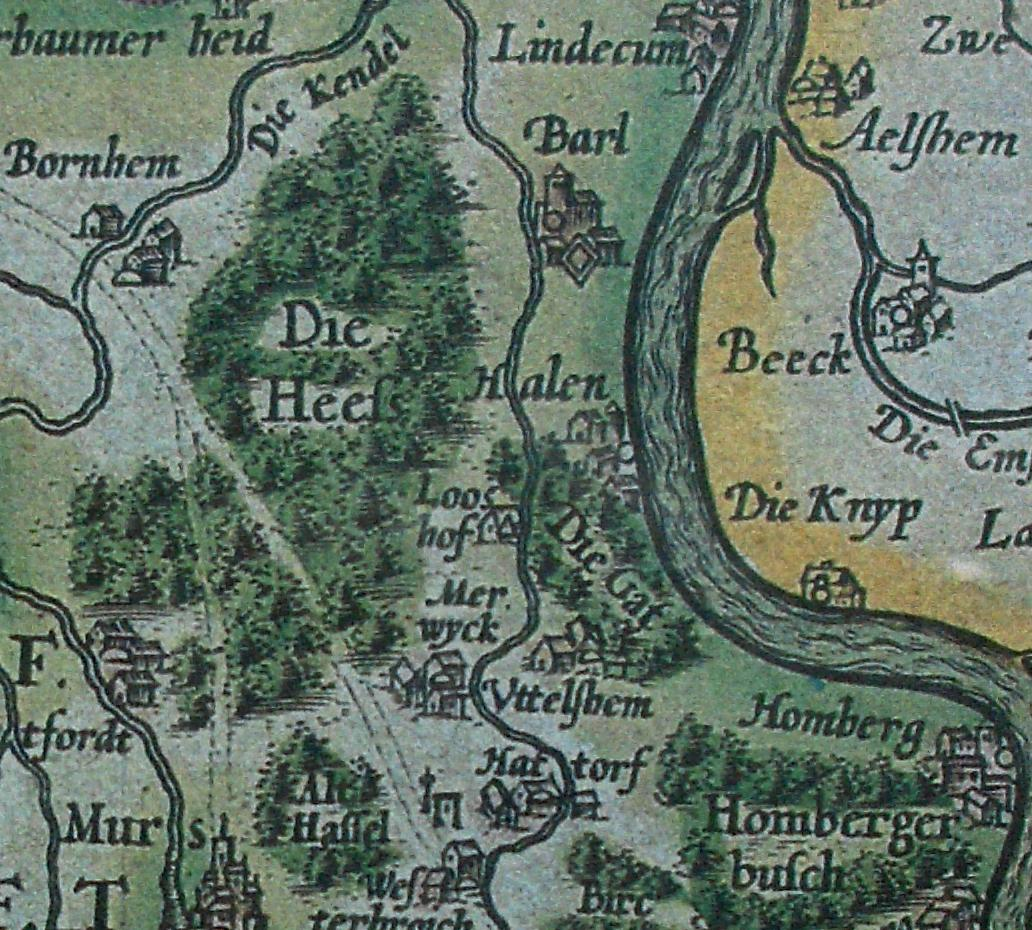
Auf einer Karte (Ausschnitt) gestochen von Gerhard Mercator im Jahre 1591, befindet sich der Ort Halen noch am linken Rheinufer, die Burg „Knyp“ ist bereits abgetrieben.

## Belege in den Quellen
Die erste urkundliche Erwähnung des Dorfes findet sich im Heberegister des Benediktinerklosters Werden um das Jahr 900, als von Besitzungen und Abgaben zu Halon die Rede ist. Der Rhein floss damals von Duisburg-Laar in einem Bogen auf das noch nicht vom Fluss bedrängte Halen und von da auf Orsoy zu.
Der Name „Halen“ wird gedeutet als an „einer Hal“ gelegen (Hal / Hool steht niederfränkisch für Loch/Mulde ‒ siehe Karteneintrag „dat Hool“ von Johann Bucker, 1711).
Es gibt im Itinerarium Antonini, einem wohl im 3. nachchristlichen Jahrhundert entstandenen Verzeichnis der wichtigsten römischen Reichsstraßen, Hinweise, dass Halen, insbesondere der dort gelegene Rittersitz Haus Knipp, möglicherweise auf einem römischen Kleinkastell aus dem 3. Jahrhundert aufbaute, das den Namen Calo. trug. So könnte sich der Name Halon auch davon ableiten.
Halen besaß vermutlich auch einen (kleineren) Hafen; denn im Jahr 1165 reiste der Deutzer Abt mit dem Schiff bis Halen, um von dort auf dem Landweg weiter zu seinem Gut nach Strommoers (historisches Klostergut bei Rheinberg) zu reiten.

## Pfarre und Rittersitz
Halen war Kirchdorf mit eigener Pfarre sowie dem Rittersitz Haus Knipp. Die Kirche St. Petri ist bereits im 11. Jahrhundert erwähnt. „Stark und schön“ nennt Graf Hermann von Neuenahr und Moers im Jahre 1571 die Halener Kirche, als der Rhein schon längst ihre Fundamente bedrohte. Das Aussehen entsprach vermutlich dem der unweit entfernten, auf einer Anhöhe erbauten Kirche von Baerl aus dem 12. Jahrhundert. Zum Pfarrbezirk von Halen gehörten außer den linksrheinischen Gemeinden Uettelsheim, Geerdt, Meerbeck und Homberg auch die heute rechtsrheinischen Bauerschaften Beeckerwerth und Kaßlerfeld, bis zum Jahr 1493 auch Ruhrort, das aufgrund von Rheinverlagerungen 1000 bzw. 1275 linksrheinisch auf dem Homberger Werth gelegen war und durch eine weitere Rheinverlagerung wieder auf die rechte Seite kam (wo es für den Kirchgang nach Halen wegen der jetzt notwendigen Rheinüberquerung ungünstig lag).
Das Anwesen der Halener Ritter lag etwas östlich des Dorfes auf einer Anhöhe, die durch die Rheinverlagerung im Jahre 1275 vom Dorf abgetrennt wurde und sich danach auf einer Donk (Sandbank) im Rhein befand. Die vom Hochwasser stark in Mitleidenschaft gezogene Burg wurde später auf dieser Donk neu errichtet und in der Folge „die Knypp“ genannt (nach der spitzen Anhöhe, auf der sie sich befand).

## Zwei Rheinläufe
Eine Urkunde aus dem Jahr 1292, in der ein Streit um Fischereirechte zwischen der Abtei Hamborn und dem Beecker Ritter Burchard Stecke, Besitzer der Burg Knipp, entschieden wird, belegt, dass sich der Strom seit dem Hochwasser von 1275 an der Insel mit der Burg Knipp teilte und jetzt zwei Rheinläufe bildete. Der Streit war dadurch entstanden, dass Halener, Baerler und Binsheimer Land durch die Verlagerungen des Rheinlaufs auf dessen rechte Seite gekommen war. Der ältere der beiden Rheinarme verlief auf der östlichen Seite der Insel und wird auf der Bruckerschen Karte als „eene Waterstrange“ bezeichnet.
Der Halener Gemeindebereich hatte sich durch die Abtrennung der Donk und weitere Landverluste bedeutend verkleinert. Das Dorf war jetzt seines schützenden Vorlands beraubt und lag unmittelbar am Rhein. Jedes neue Hochwasser fügte dem Dorf weiteren Schaden zu. Die Burg Knipp lag infolge von Hochwasser und Verlandung des alten, rechten Rheinarms gegen Ende des 14. Jahrhunderts schließlich nicht mehr auf einer Insel im Rhein, sondern unmittelbar an dessen rechtem Ufer, wo die ehemalige Sandbank jetzt Bestandteil von Beeckerwerth wurde. Auf der Mercatorkarte ist sie dort verzeichnet, direkt gegenüber der Halener Kirche, die sich ‒ wie das Dorf ‒ weiterhin auf der linken Rheinseite befand.

## Schicksalhafte Jahre
In den Jahren 1565 bis 1575 gab es, dicht aufeinander folgend, mehrere schwere Überflutungen, die das Schicksal des Dorfes, der Halener Kirche und der Burg Knipp endgültig besiegelten.
Ohnehin waren diese Jahre für die Menschen an den Küsten, am Rhein und in dessen Hinterland von einer Reihe verschiedener Naturkatastrophen gekennzeichnet: Es gab einen Regensommer, in dem die Früchte auf dem Feld verfaulten, Winter mit außergewöhnlichen Schneefällen, Orkane, Sturmfluten und gewaltige Überschwemmungen. Der Rhein änderte in dieser Zeit mehrmals seinen Lauf und war zeitweise so weit über die Ufer getreten, dass noch landeinwärts im mehrere Kilometer entfernten Dorf Repelen der Pfarrhof und alles auf gleicher Höhe gelegene Land mandiep mit Rhynwater belopen war, so der damalige Repelener Pastor Arnold Steur.
Graf Hermann von Neuenahr und Moers bezeichnet in seinem Brief aus dem Jahr 1571 an den Duisburger Rektor Geldorp die Burg Knypp als endgültig in den Fluten versunken und das alte, robuste Halener Gotteshaus als eine verlorene, vor der Vernichtung nicht mehr zu rettende Kirche.
Aber es dauerte noch 25 Jahre, bis Kirche und Dorf aufgegeben wurden. Zunächst stürzte der Chor der Kirche ein, dann bröckelten deren Fundamente fort, bis schließlich im Winter 1595/96 auch das restliche Gotteshaus unterspült wurde und in den Fluten versank (Die Reste liegen seither auf dem Grunde des Flusses, nicht weit nördlich der Stelle, an der sich heute die Brücke der A 42 über den Rheinbogen spannt). Als Nachfolger der versunkenen Burg wurde das neue Haus Knipp am Deich in Beeckerwerth an der heutigen Haus-Knipp-Straße errichtet, wo es allerdings um 1939 bei Deichbaumaßnahmen abgerissen wurde.
Das Dorf Halen wurde nicht auf einen Schlag, sondern nach und nach vom Rhein weggespült. Alles, was östlich der Kirche lag, war bereits 1575 abgetrieben. Die Kirche lag seit 1596 in den Fluten. Das restliche Dorf folgte wenig später seiner Burg und der Kirche.

## Spuren des versunkenen Dorfes
Unbeachtet vom ständig fließenden Verkehr auf der Autobahnbrücke liegen die Reste des Dorfes Halen auf dem Grund des Rheins. Die im spitzen Winkel daneben verlaufende, 1912 erbaute Eisenbahnbrücke trägt zur Erinnerung an die im Rhein versunkene Burg Knipp den Namen „Haus-Knipp-Eisenbahnbrücke“. Bei den Bauarbeiten des Mittelpfeilers wurde ein „sehr verwaschener Rest eines mit Schuppen verzierten Säulenschaftes, oben und unten abgebrochen“ aus Kalkstein gefunden, dessen Zuordnung zu Kirche, Burg oder römischen Ursprüngen unklar ist. Ansonsten zeugen nur noch der heute am Ufer endende Niederhalener Dorfweg und die vom benachbarten Alt-Homberg durch Haesen auf Halen zuführende Halener Straße von dem versunkenen Dorf. Dessen auf dem Grunde des Rheins ruhende Kirche soll in Hungerjahren noch aus den Fluten ragen und lässt angeblich noch heute in besonders stürmischen Nächten ihre Glocken ertönen ‒ „wie die Leute sich hinter vorgehaltener Hand erzählen …“.